# King of Love
«King Of Love» (en español: «Rey del amor») es el segundo sencillo del octavo álbum de Thomas Anders This Time.

## Sencillos
CD-Maxi Blancy Y Negro BNCD 1448 (BMG), 03.2004
1. «King Of Love» (Radio Version) - 3:34
2. «King Of Love» (Extended Version) - 5:21
3. «King Of Love» (Latin Remix) - 4:42
4. «King Of Love» (Disco Dance Remix) - 5:22

## Posición en las listas
El sencillo permaneció 7 semanas en el chart alemán desde el 16 de febrero de 2004 al 4 de abril de 2004. Alcanzó el N.º37 como máxima posición.
| Listas (2004) | Máxima posición |
| ------------- | --------------- |
| Alemania      | 37              |
| España        | 16              |
| Turquía       | 1               |

## Créditos
- Productor: Sebastian y Alonzo da Silva
- Letra: Metthias Hass,Maren Stiebert y K.Kama
- Música: Metthias Hass,Maren Stiebert y K.Kama
- Guitarra: Reinhard Besser
- Grabación de Guitarra: Dirk Kurok
- Teclados: Peter Ries
- Programación: Peter Ries
- Coros: Franco Leon y George Liszt
- Fotos: Guido Karp